# Pfarrkirche Kirchberg

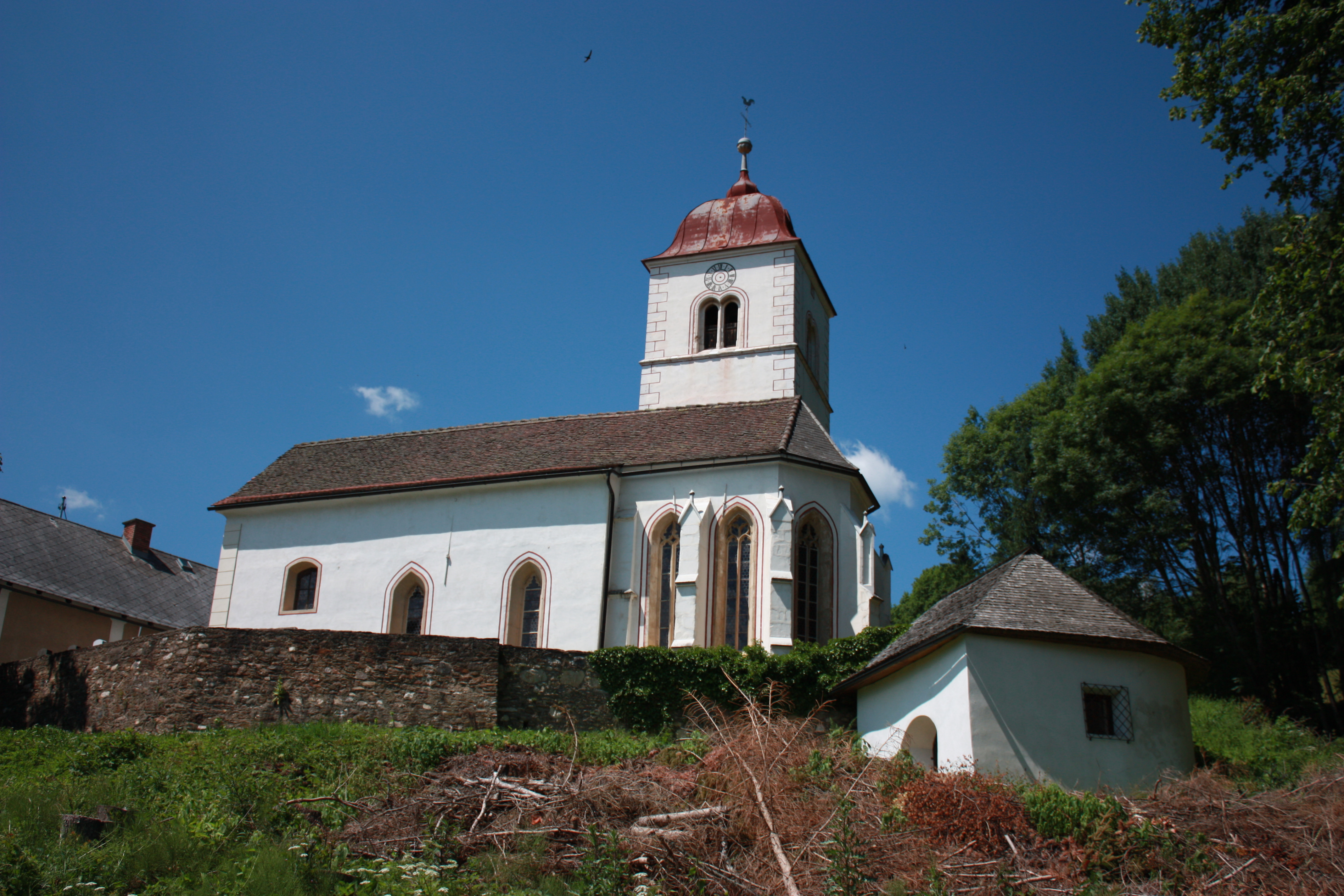
Katholische Pfarrkirche Maria Moos in Kirchberg

Die römisch-katholische Pfarrkirche Kirchberg steht in der Ortschaft Kirchberg in der Marktgemeinde Klein Sankt Paul im Bezirk Sankt Veit an der Glan in Kärnten. Die dem Patrozinium Unsere Liebe Frau (Maria Moos) unterstellte Pfarrkirche gehört zum Dekanat Krappfeld in der Diözese Gurk-Klagenfurt. Die Kirche und der Friedhof mit Kapelle stehen unter Denkmalschutz (Listeneintrag).

## Geschichte
Urkundlich wurde zwischen 1167 und 1181 eine Kirche genannt. 1446 wurde der Chor und zwei Altäre geweiht. 1837 war ein Brand.
Mit 1266 eine Patronatskirche der Erzabtei St. Peter in Salzburg.

## Architektur
Der romanische Kirchenbau mit einem spätgotischen Chor und einem gotischen Nordturm ist von einem ummauerten Kirchhof umgeben. Außen an der östlichen Chorwand befindet sich eine fialengerahmte gotische Totenleuchte. In der Friedhofsmauer sind Reste einer ehemaligen spätgotischen Wehranlage erhalten. Unter der Umfassungsmauer südlich des Chores befindet sich eine einfache Kapelle, die eine Quelle beinhaltet.
Das Kircheninnere zeigt ein romanisches Langhaus unter einem dreijochigen Gewölbe aus 1838. Der Triumphbogen ist spitzbogig. Der leicht eingezogene zweijochige Chor aus 1446 hat einen Fünfachtelschluss mit einem Sternrippengewölbe auf schmalen Diensten auf figuralen Kapitellen, die Schlusssteine und Schnittpunkte der Rippen sind reliefgeschmückt. Die Sakristei im Turm hat ein Kielbogenportal mit Krabben und einem Christuskopf im Bogenfeld. Die Sakramentsnische hat ein Relief Lamm Gottes.

## Einrichtung
Der spätbarocke Hochaltar hat einen Säulenaufbau und trägt die gotische Figur Madonna und Kind aus dem ersten Viertel des 15. Jahrhunderts und die barocken Seitenfiguren der Heiligen Josef und Anna aus der Mitte des 18. Jahrhunderts.
Die Kanzel und die gemauerten Seitenaltäre entstanden um 1838. Ein großes Bild Kreuzigung Christi ist aus 1713. Es gibt Bilder der Heiligen Martin und Christophorus an den Pfeilern des Langhauses. An der Orgelempore befinden sich die Bilder Kindheit Christi und Regina Coeli aus dem 18. Jahrhundert.